# Siquijor (Siquijor)
Siquijor ist eine philippinische Stadtgemeinde in der Provinz Siquijor. Sie hat 26.861 Einwohner (Zensus 1. August 2015). Siquijor ist Hauptort und Sitz der Provinzregierung der Provinz Siquijor.

## Baranggays
Siquijor ist administrativ in 42 Baranggays unterteilt.
| - Banban - Bolos - Caipilan - Caitican - Calalinan - Cang-atuyom - Canal - Candanay Norte - Candanay Sur - Cang-adieng - Cang-agong - Cang-alwang - Cang-asa - Cang-inte | - Cang-isad - Canghunoghunog - Cangmatnog - Cangmohao - Cantabon - Caticugan - Dumanhog - Ibabao - Lambojon - Luyang - Luzong - Olo - Pangi - Panlautan | - Pasihagon - Pili - Poblacion - Polangyuta - Ponong - Sabang - San Antonio - Songculan - Tacdog - Tacloban - Tambisan - Tebjong - Tinago - Tongo |